# Henrique Baixinho
Henrique Baixinho Capela (* 23. September 1961 in Caminha) ist ein ehemaliger portugiesischer Leichtgewichts-Ruderer.

## Sportliche Karriere
Baixinho begann seine internationale Karriere im Leichtgewichts-Einer. 1986 belegte er in dieser Bootsklasse den zwölften Platz bei den Weltmeisterschaften in Nottingham. 1987 in Kopenhagen verbesserte er sich auf den achten Platz. Im Olympiajahr 1988 fanden die Weltmeisterschaften in Mailand nur in den nichtolympischen Bootsklassen statt. Baixinho belegte den vierten Platz mit einem Rückstand von 1,28 Sekunden auf den drittplatzierten Italiener Ruggero Verroca. Bei den Weltmeisterschaften 1990 und 1991 belegte Baixinho den neunten und siebten Rang.
Bei den Weltmeisterschaften 1992 und 1993 trat Baixinho zusammen mit Luis Fonseca im Leichtgewichts-Doppelzweier an, die beiden belegten jeweils den siebten Platz. Bei den Weltmeisterschaften 1994 in Indianapolis trat ein portugiesischer Leichtgewichts-Doppelvierer in der Besetzung Luis Fonseca, Luis Ahrens Teixeira, José Leitão und Henrique Baixinho an. Die Portugiesen gewannen die Bronzemedaille hinter den Booten aus Österreich und Italien, aber 0,17 Sekunden vor den viertplatzierten Deutschen. Dies war die erste Medaille für Portugal bei Ruder-Weltmeisterschaften überhaupt und (Stand 2019) auch die einzige Medaille. 1995 nahmen Baixinho und Teixeira im Leichtgewichts-Doppelzweier an den Weltmeisterschaften in Tampere teil, belegten aber nur den 19. Platz.
1996 standen erstmals Wettbewerbe im Leichtgewichts-Rudern auf dem Programm der Olympischen Spiele in Atlanta. Portugal nahm mit einem Leichtgewichts-Vierer ohne Steuermann teil, die Besatzung bestand aus Samuel Aguiar, João Fernandes, Henrique Baixinho und Manuel Fernandes. Die Portugiesen belegten sowohl im Vorlauf als auch im Hoffnungslauf den letzten Platz. Im C-Finale erreichten sie als Dritte das Ziel und belegten damit den 15. Platz von 17 teilnehmenden Booten. 2000 nahm Baixinho noch einmal an internationalen Regatten teil, bei den Weltmeisterschaften in Zagreb erreichte er mit dem Leichtgewichts-Doppelvierer den zehnten Platz.
Insgesamt gewann Henrique Baixinho 55 portugiesische und 17 brasilianische Meistertitel. Neben seiner sportlichen Karriere arbeitete er als Kunsthandwerker.